# O Oni Vermelho que Chorou
O Oni Vermelho que Chorou (泣いた赤鬼, Naita Aka-Oni) é um conto infantil japonês escrito por Hamada Hirosuke em 1933,  posteriormente incluído em uma coletânea intitulada Hirosuke Hiragana dowa (ひろすけひらかな童話) em julho de 1935. A história trata das desventuras de uma amizade entre dois oni — criaturas emblemáticas do folclore japonês, frequentemente associadas a ogros ou demônios.

## Resumo
Um oni vermelho vivia sozinho em uma montanha. Ele queria fazer amizade com os moradores da vila. Para isso, colocou um cartaz dizendo: "Aqui é a casa de um oni gentil. Todos são bem-vindos. Tenho bolos deliciosos e também chá."  Mas, como os moradores desconfiavam dele, ninguém veio. Isso o deixou triste e frustrado. Por fim, ele arrancou o cartaz com raiva.
Enquanto afundava em sua tristeza, seu amigo, o oni azul, foi visitá-lo. Depois de ouvir a situação, o oni azul teve uma ideia: ele atacaria a vila, e o oni vermelho apareceria para detê-lo e proteger os moradores. Assim, todos entenderiam que o oni vermelho era bom.
Embora o oni vermelho não quisesse fazer isso, o oni azul o arrastou até a vila. No fim, o plano funcionou como esperado: o oni azul atacou as crianças da vila, e o oni vermelho as protegeu com todas as suas forças. O plano foi um sucesso.  Graças a isso, o oni vermelho se tornou amigo dos moradores. A partir de então, eles passaram a frequentar sua casa. Como ele conseguiu fazer amigos, divertiam-se todos os dias. O oni vermelho vivia dias felizes.
No entanto, ele tinha uma preocupação: o oni azul não vinha mais visitá-lo. Então, decidiu ir até sua casa para vê-lo e contar-lhe o que havia acontecido. Mas a porta estava fechada. E ele encontrou um bilhete dizendo: "Você, oni vermelho, viva com os moradores da vila e divirta-se. Se estiver comigo, eles vão acabar achando que você é um oni mau. Por isso, estou deixando minha casa. Mas nunca vou te esquecer. Adeus. Cuide-se. Sempre serei seu amigo."
O oni vermelho leu a carta várias vezes e chorou. E, no fim, nunca mais viu o oni azul.

## Menções e Adaptações
- Em 1989, o oni azul foi adotado como mascote do movimento de gentileza “O Azul Gentil”, que visava receber calorosamente os turistas na prefeitura de Kagawa. Até março de 2014, o programa de TV da prefeitura de Kagawa,[4] “A semana de Kagawa com o Oni Azul Gentil”, era transmitido pela Nishinippon Broadcasting. Em 2016, foi escolhido como mascote do sistema de apoio aos bombeiros voluntários (um programa que oferece descontos em estabelecimentos da prefeitura), sendo renomeado como Chefe de Equipe Oni Azul.[5]
- Akabee, o oni vermelho — personagem emblemático de contos populares criados por Terumura Teruo, discípulo da associação de contos infantis — foi apresentado como uma história escrita em oposição a Naita Aka-Oni.
- Em 2011, o conto foi adaptado em filme 3D com computação gráfica, dirigido por Takashi Yamazaki e Ryuichi Yagi, lançado como Friends: Mononoke Shima no Naki.
- Em 2014, a trupe Edo Itō Ayatsuri Ningyō-za (atualmente Itō Ayatsuri Ningyō Itsu-za) tentou montar um musical com marionetes baseado no conto (roteiro e direção de Amano Tengai), mas não obteve os direitos autorais e teve de cancelar o espetáculo. Em 2016, com os direitos regularizados, a peça foi apresentada em Tóquio e Yokkaichi.
- Na série de light novels, mangá e anime Re:Zero, as gêmeas Ram e Rem são diretamente inspiradas no conto. Ram tem cabelos cor-de-rosa, Rem tem cabelos azuis, e ambas têm aparência humana. Seus poderes e força aumentam quando seus chifres aparecem. Rem tem um temperamento gentil e sensível; Ram é mais fria e distante, mas muito leal — refletindo diretamente os oni azul e vermelho da história.
- Em 2015, pelo 80º aniversário da publicação do conto, a emissora NHK BS Premium transmitiu o drama Meu Oni Azul, uma história original e contemporânea inspirada na ideia: “E se houvesse uma continuação para a história do Oni Vermelho e do Oni Azul?”

## Ver Também
- Oni